# Inner Revolution
Inner Revolution je šesté sólové studiové album Adriana Belewa. Album vyšlo v únoru 1992 pod značkou Atlantic Records. Album si produkoval sám Belew. V roce 2003 vyšla reedice alba u vydavatelství Wounded Bird Records.

## Seznam skladeb
Autorem všech skladeb je Adrian Belew.
| Pořadí         | Název                          | Délka |
| -------------- | ------------------------------ | ----- |
| 1.             | Inner Revolution               | 3:13  |
| 2.             | This Is What I Believe In      | 3:29  |
| 3.             | Standing in the Shadow         | 3:45  |
| 4.             | Big Blue Sun                   | 3:49  |
| 5.             | Only a Dream                   | 3:33  |
| 6.             | Birds                          | 2:24  |
| 7.             | I'd Rather Be Right Here       | 3:08  |
| 8.             | The War in the Gulf Between Us | 3:30  |
| 9.             | I Walk Alone                   | 2:47  |
| 10.            | Everything                     | 2:57  |
| 11.            | Heaven's Bed                   | 4:05  |
| 12.            | Member of the Tribe            | 3:11  |
| Celková délka: | Celková délka:                 | 39:38 |

## Sestava
- Adrian Belew – zpěv, další nástroje
- Chris Arduser – bicí
- Mike Barnett – baskytara
- Jean Dickinson – housle
- Lizbeth Getman – viola
- Alison Lee Jewer – housle, aranže
- Martha Pickart – violoncello